# Xserve
Xserve é a linha de servidor para computadores, da Apple Inc.. Quando o Xserve foi introduzido, em 2002, foi o primeiro servidor Apple desde a concepção do Apple Network Servers de 1996. É caracterizado inicialmente por um ou dois PowerPC G4 processadores, mas foi posteriormente transferida para o novo PowerPC G5, e agora gira em CPUs Quad-Core Intel Xeon “Nehalem”.
Recentemente também foi introduzido o Mac mini server, com plataforma mac mini e sistema operacional Mac OS X Server Snow Leopard, é uma plataforma de custo mais baixo visando atender pequenos escritórios e residências.
O Xserve pode ser utilizado para uma variedade de aplicações, incluindo servidor de arquivos, servidor ou mesmo em aplicações computacionais de alto desempenho, aplicações usando agrupamento - um cluster dedicado para o Xserve, o Xserve Cluster Node, sem uma placa de vídeo, e os drivers ópticos foram também disponíveis.